# Т̇
Cette page contient des caractères spéciaux ou non latins. S’ils s’affichent mal (▯, ?, etc.), consultez la page d’aide Unicode.
Т̇ (minuscule : т̇), appelé té point suscrit, est une lettre additionnelle de l’alphabet cyrillique utilisée en dans la cyrillisation de l’alphabet arabe. Elle est composée du té ‹ Т › diacrité d’un point suscrit.

## Utilisations
Dans certaines cyrillisations de l’alphabet arabe, dont celle utilisée dans l’encyclopédie Языки мира [Langue du monde], le té point suscrit ‹ т̇ › translittère le ṭeh ‹ ٹ ›.

## Représentation informatique
Le té point suscrit peut être représenté avec les caractères Unicode suivants :
- décomposé (cyrillique, diacritiques)[1],[2] :

| formes    | représentations | chaînes de caractères | points de code | descriptions                                             |
| --------- | --------------- | --------------------- | -------------- | -------------------------------------------------------- |
| capitale  | Т̇               | Т◌̇                    | U+0422 U+0307  | lettre majuscule cyrillique té diacritique point suscrit |
| minuscule | т̇               | т◌̇                    | U+0442 U+0307  | lettre minuscule cyrillique té diacritique point suscrit |